# Políptico da Sé de Évora

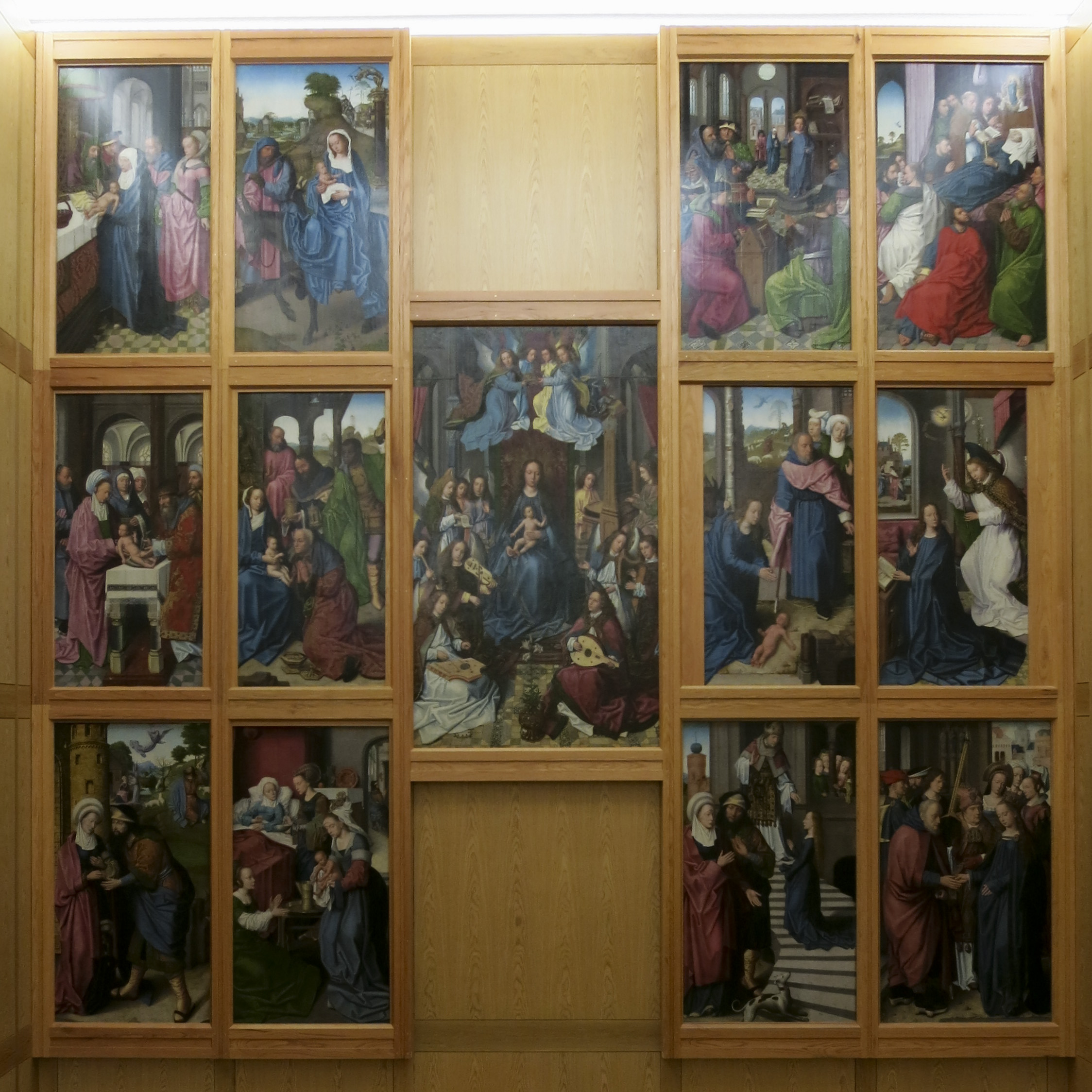
Políptico da Sé de Évora (1495 - 1510, 552 cm x 530 cm), de mestre flamengo desconhecido, composto por treze painéis, que decorou o altar-mor da Sé Catedral de Évora, e que está actualmente no Museu de Évora

O Políptico da Sé de Évora é um políptico de treze pinturas a óleo sobre madeira de carvalho criado no período de 1495 a 1510, tratando-se provavelmente de obra colectiva com direção e participação proeminente de artistas flamengos de que se desconhece a identidade, Políptico que decorou o altar-mor da Sé Catedral de Évora e que está actualmente no Museu de Évora.
O Políptico da Sé de Évora versou a vida da Virgem Maria sendo composto pelos seguintes treze painéis: Virgem da Glória, que era o painel central, Encontro na Porta Dourada, Nascimento da Virgem, Apresentação da Virgem no Templo,  Casamento da Virgem, Anunciação, Presépio, Adoração dos Magos, Circuncisão, Apresentação do Menino no Templo, Fuga para o Egipto, O Menino entre os Doutores e Morte da Virgem.
Para D. Markl e F. Pereira, o Políptico do Sé de Évora é um dos principais exemplos da arte flamenga em Portugal. Tendo sido executado na passagem do Século XV para o Século XVI é expressão do que designam por Renascimento nórdico que iria influenciar fortemente os mestres luso-flamengos posteriores em especial os que pintaram em Évora.:90

## História

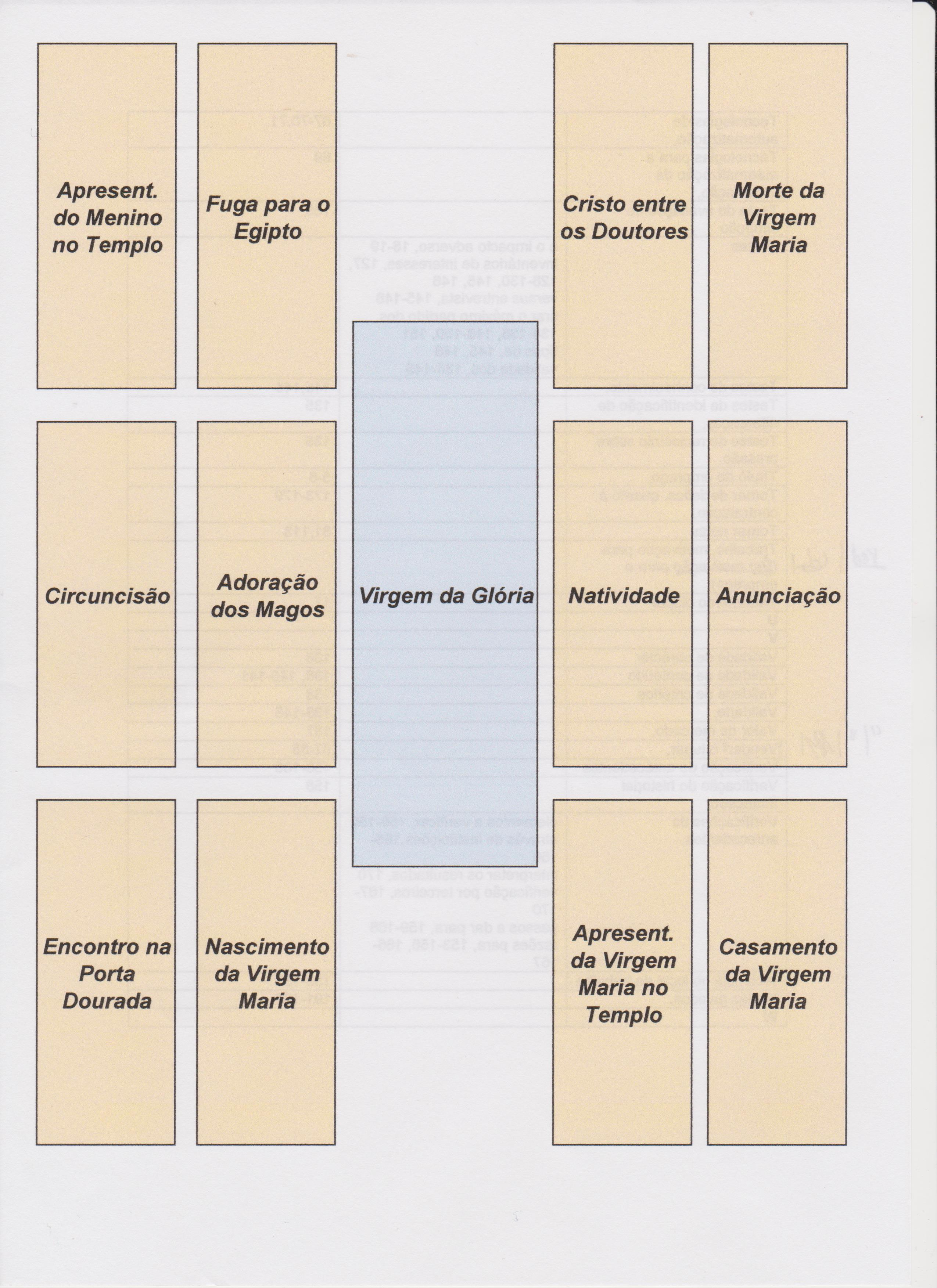
Reconstituição pelo Museu de Évora do Político da Sé de Évora, conforme se vê na imagem anterior. É uma disposição em S dos painéis laterais, iniciando-se a narrativa na primeira pintura do lado esquerdo da fila de baixo.

A datação e a autoria do Políptico do Sé de Évora tem sido objecto de controvérsia, havendo propostas díspares formuladas por vários historiadores. Existe, no entanto, documentação sobre a restauração decidida pelo bispo D. Afonso levada a cabo entre 1523 e 1536, pelo que a obra havia sido criada anteriormente.:90
Assim, por exemplo, Carl Justi (1888) atribuiu o Políptico a Gerard David (1460-1523) considerando-a a mais opulenta obra do notável autor flamengo. Para Eberhard von Bodenhausen (1905), que considerou a obra inspirada na mais pura pintura brugense, filiou-a, pela técnica e analogia, ao ciclo do notável desenhador e miniaturista Hugo van der Goes.:90
Já Max J. Friedländer, sem afastar a possibilidade de uma atribuição a van der Goes de alguns painéis, pelo menos no desenho, duvida da sua execução na Flandres, considerando que o Políptico foi pintado em oficinas portuguesas de Évora ou de Lisboa com a participação de mestres flamengos não posteriormente a 1500.:90
Para Luís Reis Santos o painel central do Políptico terá sido executado em 1490,  quando do casamento do infante D. Afonso filho de D. João II, e os painéis laterais criados dez anos mais tarde por mestres flamengos a trabalhar em Portugal.:91
Para Dagoberto Markl e Fernando A. Batista Pereira, ainda que não atribuindo a autoria a van der Goes consideram haver grandes afinidades entre o Políptico sobre a Vida da Virgem e as obras deste mestre flamengo, por exemplo no que se refere aos fundos, as veduti. Consideram também haver influência de Gerard David, seguindo BodenHausen e Reinaldo dos Santos, segundo os quais o mestre de Évora é um eclético do círculo de Hugo van der Goes e de Gerard David.:92
Os quadros pertenceram à colecção do bispo Frei Manuel do Cenáculo tendo sido posteriormente colocados na Biblioteca Pública de Évora antes de serem transferidos para o Museu de Évora.

## Descrição
Apresenta-se a seguir a descrição dos treze painéis do Políptico do Sé de Évora, iniciando-se com o painel central e depois os restantes doze painéis seguindo uma lógica narrativa.

### Virgem da Glória
Trata-se do painel central do Políptico do Sé de Évora tendo de altura 277 cm e 155 cm de largura e corresponde à representação da Virgem em Maestà.
Estando a própria Sé de Évora consagrada à Virgem Maria, este painel central parece expressar uma intenção votiva pela figura dominante da Virgem com o Menino, quase em tamanho natural. Não há neste painel central a descrição de um acontecimento para além da entronização da Virgem, glorificada pela música e pelo canto dos anjos que a envolvem e que têm inscritos nas fímbrias dos mantos hinos em seu louvor.
Do lado esquerdo, em primeiro plano, um anjo toca um dulcimer e atrás dele outro anjo toca flauta de bisel e outro toca uma viola de arco. No lado oposto, em primeiro plano, um anjo toca alaúde, depois atrás dele outros dois anjos tocam triângulo e harpa, e mais atrás um outro toca um orgão portátil cujo fole é accionado por um putto angélico. Em primeiro plano está um vaso de lírios, com representações de histórias do Antigo Testamento, designadamente de Adão e Eva, de Caim a matar Abel, de Sansão a combater o leão, de Elias no deserto e de David e Golias. A definição volumétrica dos dois anjos em primeiro plano e a perspectivação do fundo prolonga ilusoriamente o espaço muito para além do altar em que a pintura e o retábulo estavam colocados.

### Encontro na Porta Dourada

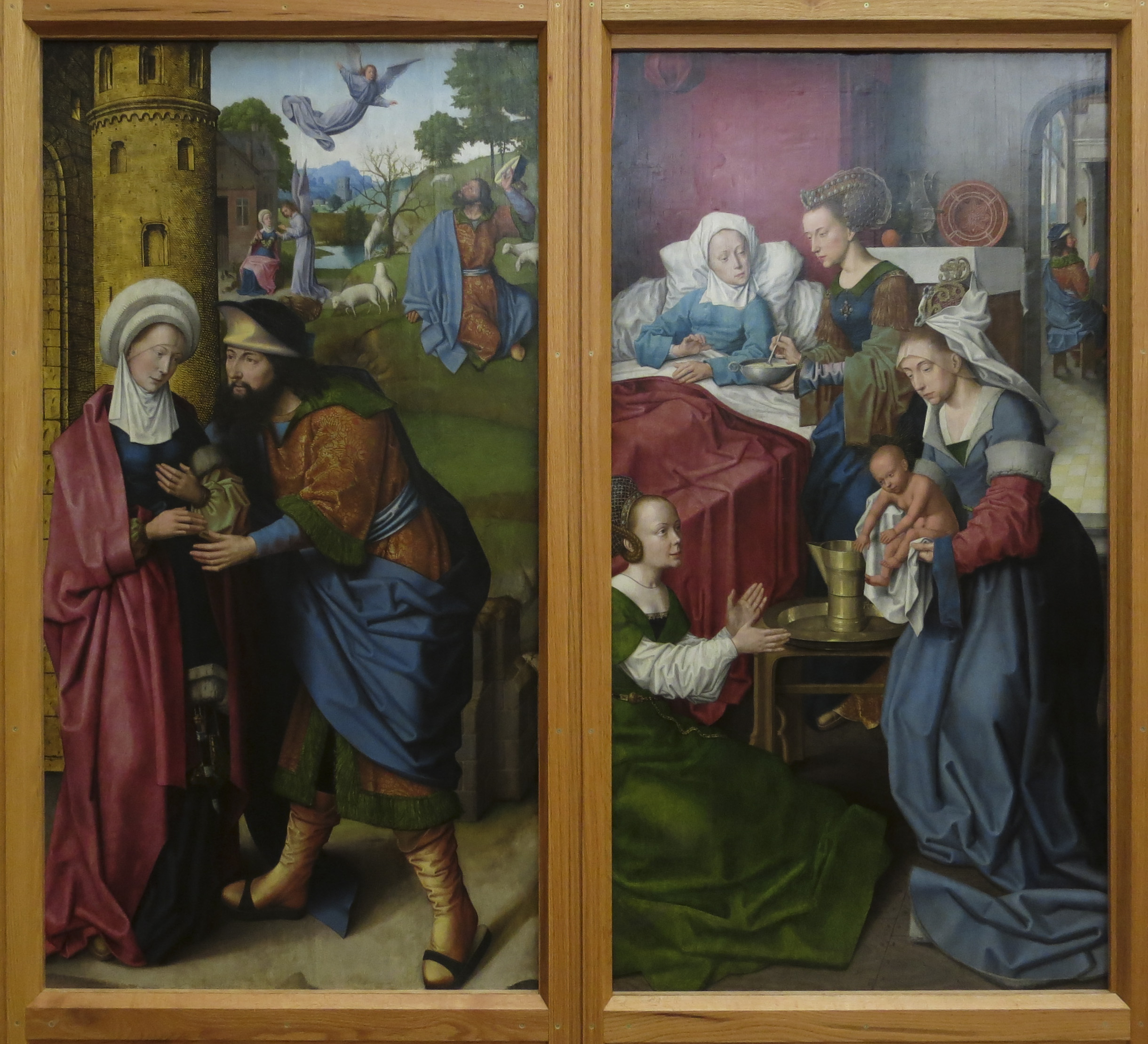
Encontro na Porta Dourada (imagem à esquerda) e Nascimento da Virgem Maria (imagem à direita)

Trata-se de um dos treze painéis do Políptico do Sé de Évora tendo de altura 187,5 cm e 98 cm de largura e representa o episódio pseudocanónico do encontro dos pais da Virgem Maria na Porta Dourada.
O Encontro na Porta Dourada inicia o ciclo narrativo da vida da Virgem tendo o autor englobado na mesma pintura os três momentos ligados à concepção miraculosa de Maria, ou seja, a Anunciação a São Joaquim (pai), a Anunciação a Santa Ana (mãe) e o encontro dos dois na Porta Dourada. O encontro do casal, em primeiro plano, domina a pintura, através da dimensão das personagens, desenrolando-se a cena à entrada da cidade. Em planos afastados, estão as duas cenas anteriores ao encontro. Num dos grupos, o anjo pairando no céu faz o anúncio a Joaquim que está sentado no chão rodeado pelas suas ovelhas e, no grupo mais recuado, Ana que está sentada à porta de sua casa ouve o anjo que de pé lhe faz o anúncio.
A história sobre a concepção de Maria não é relatada no Novo Testamento, mas antes no Protoevangelho de Tiago e em outros relatos apócrifos, sendo a sua representação na arte tolerada pela igreja (por exemplo em gravura de Durer sobre o tema). Não tendo o casal Joaquim e Ana gerado descendência após vários anos de casamento, um sacerdote do templo de Jerusalém recusa as oferendas que Joaquim levara para a Consagração (Kidushin) do casamento; e para evitar a zombaria dos vizinhos, Joaquim retirou-se sozinho com o seu rebanho para as montanhas. Um dia, um anjo vai ter com ele e diz-lhe que a sua esposa vai dar à luz uma menina, relatando a previsão do destino dela e ordena-lhe que vá ter com a sua esposa à Porta Dourada. O mesmo anjo faz um anúncio semelhante a Ana e o casal encontra-se na Porta Dourada, simbolizando o encontro a concepção de Maria.

### Nascimento da Virgem
Trata-se de um dos treze painéis do Políptico do Sé de Évora tendo de altura 167 cm e 88 cm de largura e representa a história tradicional católica do Nascimento da Virgem.
Num quarto do qual nos são dados bastantes pormenores que caracterizam o ambiente doméstico, no lado esquerdo, numa cama alta com lençóis brancos e uma colcha vermelha coberta por um dossel também vermelho, encontra-se a parturiente, Santa Ana, com um toucado de pano branco na cabeça e vestida com uma camisa azul, a quem uma mulher ricamente vestida e com um elaborado toucado lhe oferece comida de uma taça. Num plano mais próximo estão duas outras mulheres, uma das quais segura a recém-nascida Virgem Maria estando a outra sentada no chão com os braços estendidos em direcção à criança. Ambas estão ricamente vestidas e com toucados na cabeça. No meio delas, uma mesa sobre a qual se encontra um jarro e uma bacia de estanho.
Por detrás do leito de Santa Ana, sobre uma prateleira coberta por um pano branco, estão um prato, um jarro, um vaso e um candelabro sem vela. Ao fundo, por uma abertura vê-se noutra divisão Joaquim sentado junto a uma janela, em frente de uma lareira.
Túlio Espanca considera que o prato visível neste painel é de origem portuguesa, mas Markl e Pereira referem que o mesmo tipo de prato aparece na iluminura da Adoração dos Magos do Livro de Horas do duque Filipe, o Bom, obra esta também do final do século XV.:92

### Apresentação da Virgem no Templo

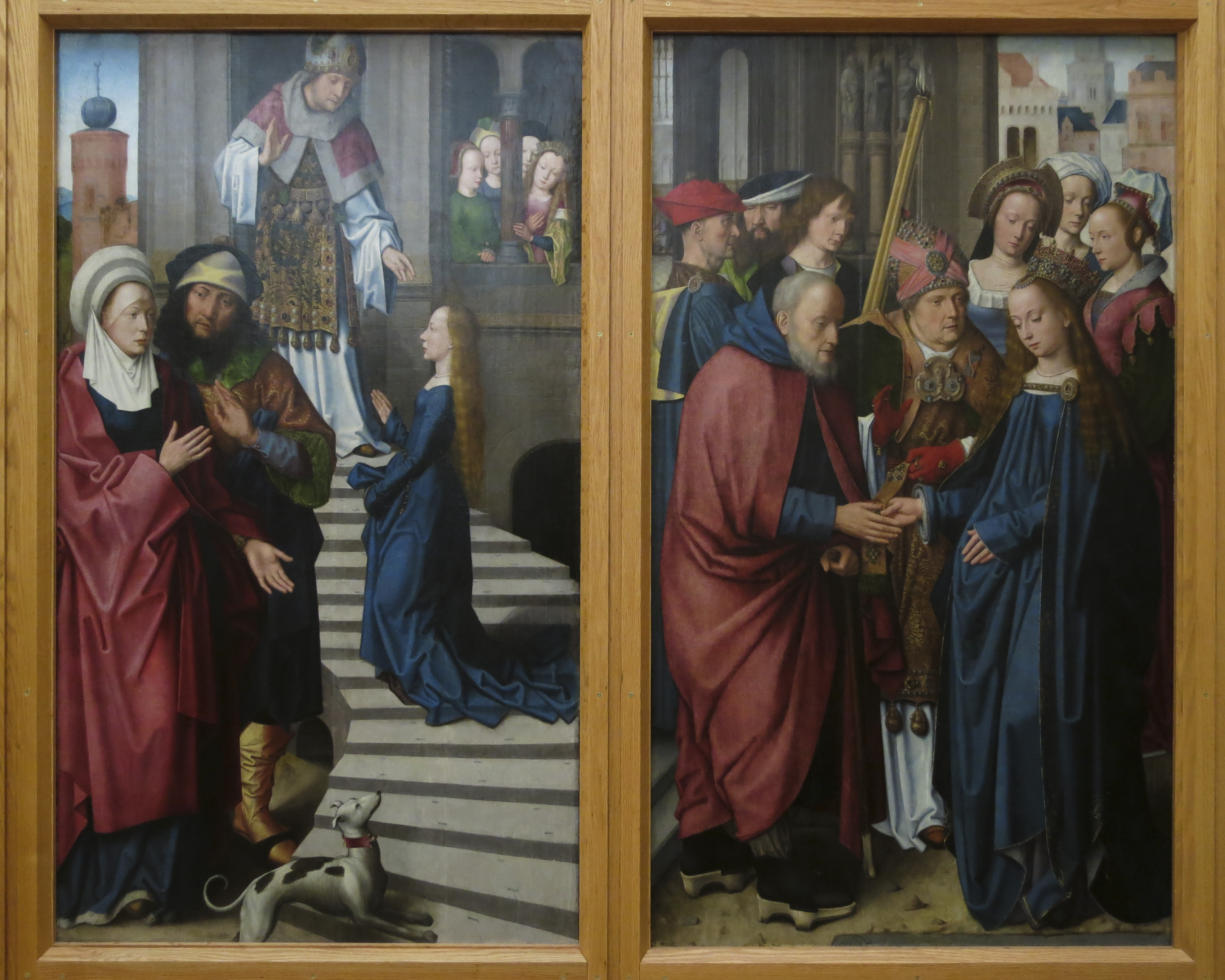
Apresentação da Virgem Maria no Templo (imagem à esquerda) e Casamento da Virgem (imagem à direita), Mestre desconhecido do Políptico da Sé de Évora, proveniente da Sé de Évora e actualmente no Museu de Évora.

Trata-se de um dos treze painéis do Políptico do Sé de Évora tendo de altura 190 cm e 110 cm de largura e representa o episódio apócrifo da Apresentação da Virgem no Templo, cumprindo a promessa de Santa Ana de dedicar a sua filha ao serviço de Deus.
Em primeiro plano, estão os pais de Maria, Santa Ana e São Joaquim, ao fundo de uma escadaria, onde a meio, sozinha e de perfil, sobe a Virgem com um vestido azul bastante comprido e cabelos soltos que lhe caem pelas costas dirigindo-se para o cimo, onde, à entrada do templo, o sumo-sacerdote Zacarias se inclina para a receber. Por uma janela, no lado direito, várias damas ricamente vestidas assistem à cena. Do lado esquerdo, por detrás de Santa Ana, abre-se uma paisagem na qual se vê uma torre encimada por um globo azul.

### Casamento da Virgem
Trata-se de um dos treze painéis do Políptico do Sé de Évora, tendo de altura 192,5 cm e 111,5 cm de largura e representa o episódio tradicional católico do Casamento da Virgem.
Em primeiro plano, o casal de noivos que apertam as mãos em torno da estola do sacerdote que está no meio virando o rosto para Maria. José é um homem de cabelos e barbas brancos que se apoia numa bengala e Maria é uma jovem de com expressão calma e modesta que traja um vestido e manto azuis, caindo o cabelo solto pelas costas e usando na cabeça uma enorme coroa. Maria com a mão esquerda ampara a barriga que pela volumetria indica uma gravidez avançada o que parece corresponder ao narrado em Mateus 1:18.
Para além do casal e do celebrante está do lado esquerdo um grupo de três homens, um deles segurando um enorme círio, e do outro lado estão três damas ricamente vestidas e adornadas com toucados. A cena passa-se no terreiro em frente a um templo vendo-se três estátuas sobre colunas que poderão indicar a entrada do templo. No canto superior direito vê-se o desdobrar da arquitectura de uma cidade.

### Anunciação
Trata-se de um dos treze painéis do Políptico do Sé de Évora, tendo de altura 190 cm e 98 cm de largura e representa o episódio bíblico da Anunciação narrado em Lucas 1:26:38.
A Anunciação tem lugar nos aposentos da Virgem Maria onde ela estava a rezar. Interrompida nas suas orações pela aparição do Arcanjo Gabriel, a Virgem levanta uma mão em sinal de surpresa, mantendo com a outra o livro de orações aberto, vendo-se uma iluminura, e voltando o rosto para o arcanjo que se encontra num plano mais elevado do lado direito. Tem vestida uma túnica azul e manto da mesma cor com orla debruado com uma inscrição e cujo drapeado se estende no chão de mosaicos. O anjo veste túnica branca e capa de brocado, segurando na mão esquerda o ceptro que o identifica como arauto de Deus e da sua mão direita eleva-se uma inscrição em letras góticas douradas - "AVE GRACIA PLENA DOMINUS TECUM" - que terminam no halo em volta da pomba do Espírito Santo. 
O quarto está dividido em dois espaços por uma uma pequena parede à qual está adossada uma coluna. Junto a Maria está a escrivaninha sobre o qual repousa o livro de orações e um cadeirão comprido com almofadas vermelhas; no espaço contíguo está um dossel de cortinas vermelhas que pressupõe o leito da Virgem. Esta área tem um tecto de madeira mais baixo sendo iluminado por um óculo redondo no alto. Por detrás do anjo, sobre uma prateleira coberta por um pano branco, uma jarra com três açucenas e um candelabro com uma vela.
Na parede do fundo está aberta uma enorme janela, onde no exterior está representada a Visitação, episódio que na vida da Virgem se segue à Anunciação. Nesta outra cena a Virgem encontra-se à esquerda e estendendo os braços para ela, Santa Isabel, sua prima, levemente inclinada numa posição de reverência. Ao fundo uma paisagem com casas e árvores. Markl e Pereira chamam a atenção para o facto desta Visitação ser rigorosamente igual a uma iluminura do Livro de Horas de Isabel, a Católica que está no Museu de Cleveland, da autoria provavelmente de Alexandre Bening.:90:91

### Presépio
Trata-se de um dos treze painéis do Políptico do Sé de Évora tendo de altura 189,5 cm e 97 cm de largura e representa o episódio bíblico da Natividade de Jesus narrado em Lucas 2:1–20.
Num edifício com colunas parcialmente em ruínas, o Menino Jesus está completamente nu no solo apenas sobre algumas palhas caídas da manjedoura, sobre o qual se inclina do lado esquerdo a Virgem Maria em adoração. Tal como nas restantes pinturas, Maria aparece com vestido e manto azuis, que caem em grandes pregas e se espalham no chão à sua volta. Do lado direito, de pé segurando uma lanterna, está São José de túnica azul e  um manto rosa. Atrás dele surgem duas mulheres de toucados de pano branco. Através da abertura entre colunas, vêem-se ao longe pastores e um rebanho de ovelhas e, pairando sobre eles, o anjo que lhes anuncia o nascimento de Cristo.

### Adoração dos Magos
Trata-se de um dos treze painéis do Políptico do Sé de Évora tendo de altura 186 cm e 93 cm de largura e representa o episódio bíblico da Adoração dos Magos.
Num espaço interior semi-arruinado, no qual uma das colunas foi substituída por um tronco de árvore, a Virgem está sentada e voltada para o espectador, tendo vestido um brocado verde e dourado, e tem sentado sobre um dos seus joelhos o Menino Jesus. Em frente deles, ao centro, o mais idoso dos Reis Magos está ajoelhado e inclinado com as mãos juntas num gesto de oração e reverência tendo à sua frente o cofre aberto cheio de moedas de ouro (de notar a posição anatomicamente incorrecta do seu pé esquerdo). Por detrás deste rei, de pé e vendo-se apenas a parte superior do corpo, outro Mago, de barbas e cabelos compridos castanhos, que segura nas mãos um frasco dourado com tampa decorada que contém a mirra. Do lado direito, o jovem rei negro, coberto por um enorme manto verde esmeralda, parece avançar para fazer a sua oferenda de incenso que leva numa caixa decorada com janelas góticas. Todos os Magos estão ricamente vestidos. Do lado esquerdo, de pé, São José observa as oferendas dos magos. Ao fundo, numa paisagem na qual se vê o cortejo dos Magos, algumas árvores sem folhas.

### Fuga para o Egipto

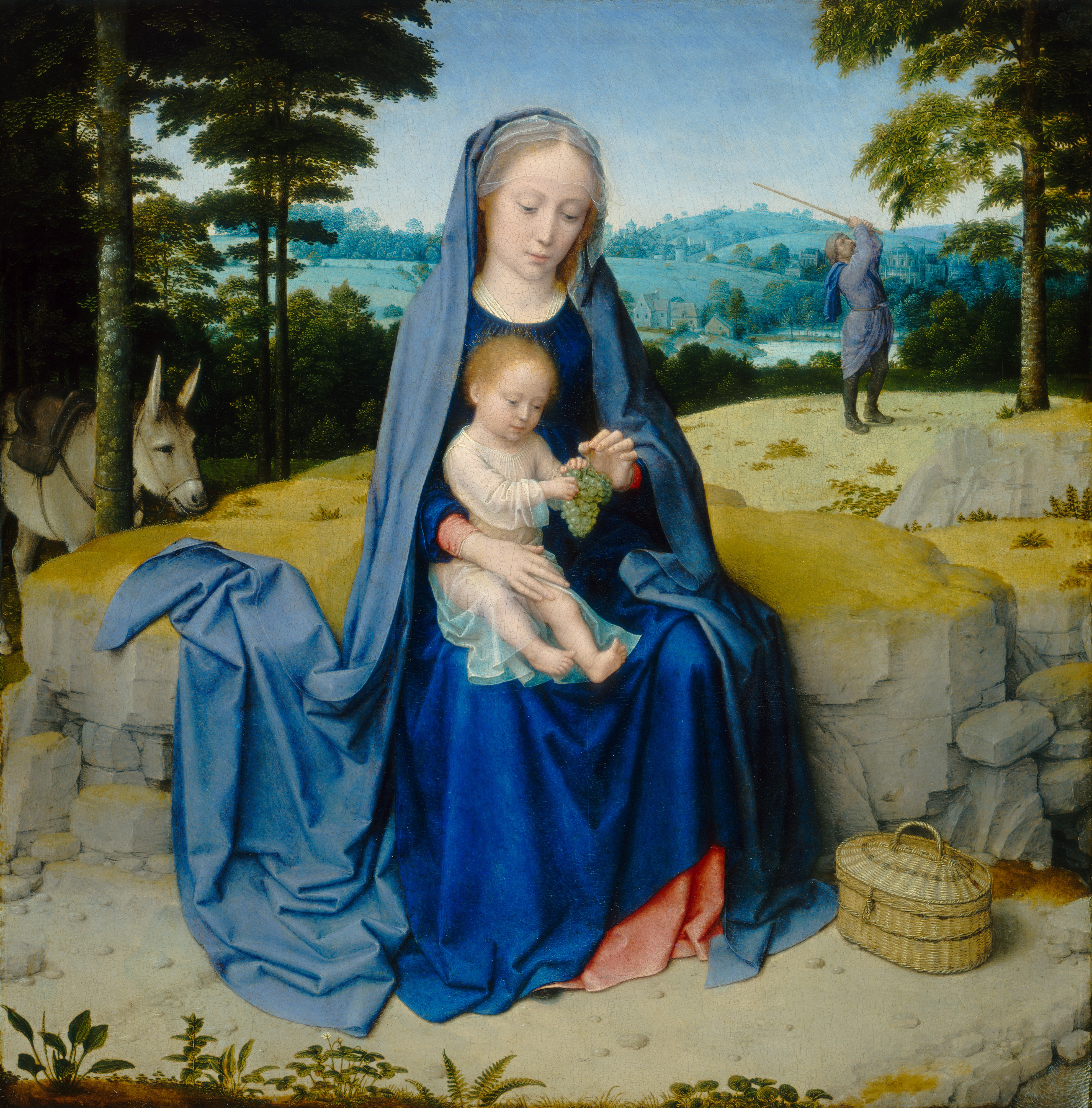
Descanso na Fuga para o Egipto (c. 1510), de Gerard David, na Galeria Nacional de Arte em Washington, D.C.

Trata-se de um dos treze painéis do Políptico do Sé de Évora tendo de altura 121,5 cm e 89 cm de largura e representa o episódio bíblico da Fuga para o Egipto (Mateus 2:13:23).
Em primeiro plano, Maria levando Jesus nos braços segue montada num burro cinzento em grande parte coberto pelo manto azul que tem na orla uma inscrição com letras douradas. Junto ao caminho está São José, apoiado numa bengala, com uma capa de peregrino, lenço a cobrir a cabeça e luvas nas mãos, e carregando um cesto com um pão que apoia sobre o ombro.
Túlio Espanca considerava que o cesto visível neste painel é de origem portuguesa, mas Markl e Pereira referem que este tipo de cesto é usado com frequência por Gerard David no tema do Descanso na Fuga para o Egipto como se pode verificar na sua obra existente no MNAA e na obra reproduzida ao lado.:92
Por detrás, estende-se uma paisagem onde ocorrerm cenas habituais na representação deste tema como,
do lado direito, uma coluna de mármore com base e capitel dourados e com uma estátua também dourada que representa um ídolo pagão que está partida em dois sítios e em queda. Ao fundo, a paisagem está dividida em duas zonas por uma elevação com árvores no cimo. Do lado direito, os soldados de Herodes que perseguem a Sagrada Família interrogam um camponês junto a um campo de trigo maduro, reproduzindo assim o Milagre do trigo, cena bastante comum nas representações flamengas da Fuga para o Egipto. Do outro lado vê-se uma paisagem com casas por entre as quais correm canais de água o que lembra uma paisagem flamenga.

### Circuncisão
Trata-se de um dos treze painéis do Políptico do Sé de Évora tendo de altura 188,5 cm e 98,5 cm de largura e representa o episódio bíblico da Circuncisão de Jesus narrado em Lucas 2:21.
As personagens estão reunidas à volta de um altar de mármore suportado em colunas e coberto por uma toalha com franja dourada sobre a qual numa almofada está o Menino Jesus. Do lado direito, o sacerdote idoso de barbas brancas, cobre a cabeça com chapéu de aba dobrada e veste uma casula de brocado ricamente bordado de pedras preciosas, preparando-se para praticar a circuncisão. Uma mulher com um manto vermelho e um toucado branco com um pequeno véu que lhe cobre a fronte segura o Menino. Ao lado dela está Maria e atrás São José estando mais duas mulheres com rosto austero a presenciar o evento. Por detrás do sacerdote surge o busto de um homem com chapéu. Ao fundo, para lá de dois arcos de volta perfeita suportados por colunas, vê-se um espaço iluminado com cobertura em abóbada.

### Apresentação do Menino no Templo
Trata-se de um dos treze painéis do Políptico do Sé de Évora tendo de altura 187,5 cm e 100 cm de largura e representa o episódio bíblico da Apresentação de Jesus no Templo narrado em Lucas 2:22–40.
Na capela lateral de uma igreja, a Virgem Maria acompanhada de São José e duma mulher jovem aproxima-se do altar levando Jesus nos braços. Junto ao altar, Simeão inclina-se para segurar o Menino a quem contempla com respeito. A Virgem usa um véu branco e tem vestido um manto azul em cuja orla dourada se vê uma inscrição. A jovem mulher está ricamente vestida com um vestido cor de rosa cujas mangas curtas deixam ver uma camisa, leva um toucado branco bastante elaborado e enfeitado por jóias. Atrás está um homem que observa a cena. Sobre o altar, coberto por uma toalha branca, e que tem por cima um dossel circular, verde debruado a vermelho está um cesto com um par de pombos. O fundo é formado por um espaço que se desdobra em arcos, dando profundidade.

### O Menino entre os Doutores
Trata-se de um dos treze painéis do Políptico do Sé de Évora tendo de altura 187 cm e 109,5 cm de largura e representa o episódio bíblico de Jesus entre os Doutores narrado em Lucas 2:42:51.
A composição desenvolve-se em dois planos definidos por uma diferença de nível e uma discordância na perspectiva expressa nos mosaicos do chão. Jesus está de pé, descalço e vestido com uma túnica azul, de frente para os Doutores a quem se dirige, estabelecendo a transição entre os dois planos. Jesus ergue uma das mãos e com a outra segura a túnica que levanta um pouco. Ao fundo vêm os seus pais, São José e Maria, à sua procura. Em primeiro plano o grupo dos Doutores dispõe-se em torno de Jesus em atitudes variadas. À frente, um com túnica vermelha está sentado frente a uma escrivaninha parecendo estar a ler um livro. Atrás dele está um outro sentado de costas para Jesus, absorto na leitura de um livro usando óculos, e  outro presta atenção a Jesus segurando um livro aberto nas mãos. Por detrás destes, dois outros conversam entre si. Do lado direito, em primeiro plano, um doutor de costas conversa com outro de frente, e para além destes está outro que escuta Jesus. Por detrás de Jesus, do lado direito, vê-se um armário aberto, onde se encontram vários livros, alguns presos com cadeias, e um pergaminho meio desenrolado. Ao fundo, o templo desenvolve-se em profundidade havendo uma janela mainelada que dá para o exterior com monumentos.
Segundo Markl e Pereira, nos mosaicos em primeiro plano existem dois sinais gráficos que têm sido objecto de várias interpretações e que consideram ter as mesmas siglas da assinatura de Hugo van der Goes, concluindo que se trata de uma marca de oficina em que figura o nome deste grande mestre flamengo.:92

### Morte da Virgem

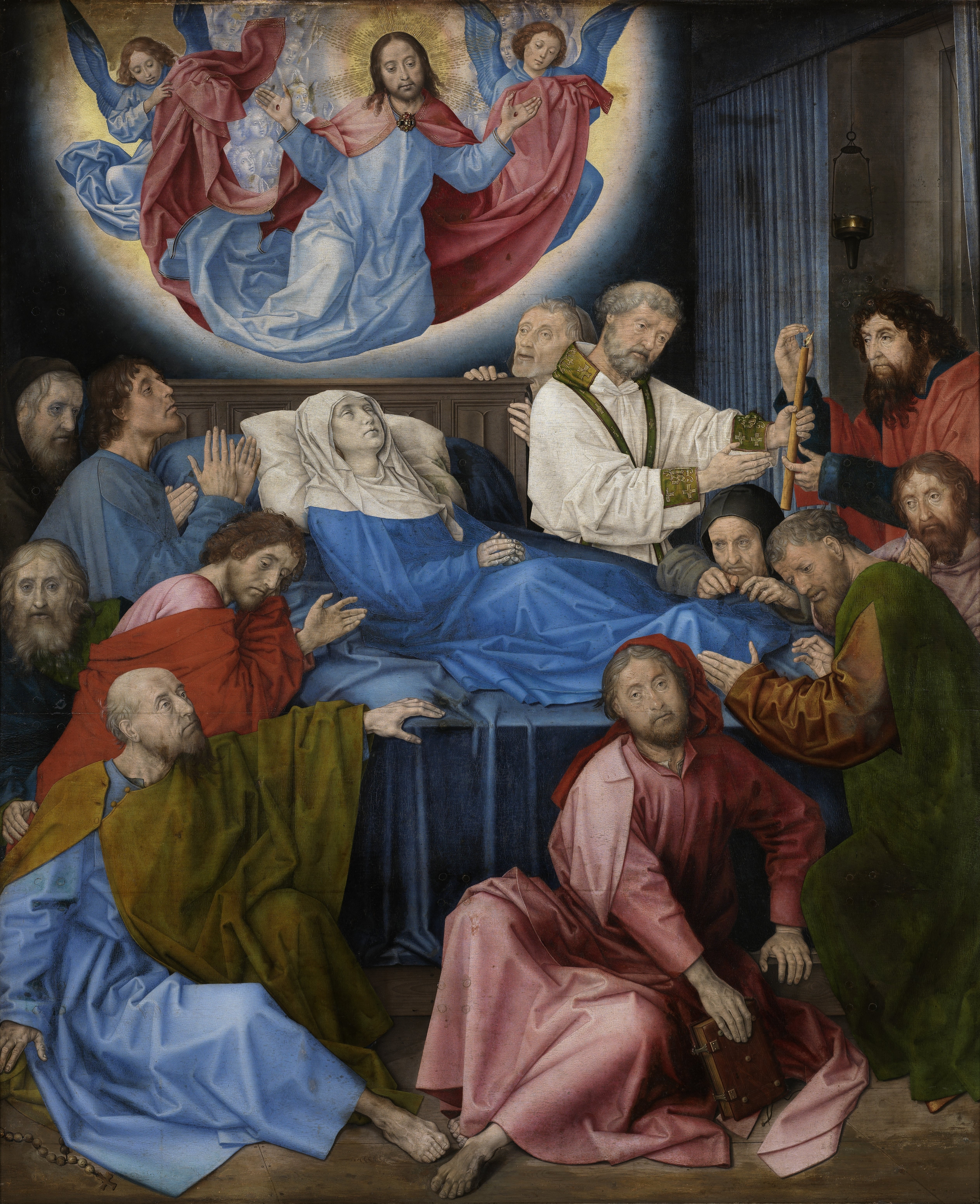
Morte da Virgem (1475), de Hugo van der Goes, no Museu Groeninge, como fonte de inspiração do painel sobre o mesmo tema do Políptico da Sé de Évora.

Trata-se de um dos treze painéis do Políptico do Sé de Évora tendo de altura 188,5 cm e 111 cm de largura e representa da Morte da Virgem.
Neste painel, a Virgem Maria com rosto pálido e segurando uma vela jaz num leito em diagonal rodeada por onze apóstolos agrupados em três núcleos. Junto à cabeceira, São Pedro tendo vestido um pluvial e com livro de orações na qualidade de celebrante dirige a oração. O sofrimento é visível nos rostos de todos os apóstolos que descalços têm vestidas largas túnicas. Junto a São Pedro encontram-se quatro apóstolos, um dos quais se encontra ajoelhado e de mãos postas. Do lado esquerdo, um outro grupo de três apóstolos, dois dos quais estão face a face, como que consolando-se mutuamente. Em primeiro plano, um apóstolo está sentado de frente para o espectador e, do lado direito, dois outros estão ajoelhados um dos quais rezando de mãos postas. Por cima da cabeça da Virgem, sobre o fundo da cortina do dossel do leito, está representada a cena da Ascensão de Maria ao céu, transportada por quatro anjos. Do lado esquerdo, através de uma janela divisa-se uma paisagem com uma cena secundária. São Tomé recebe o cinto que a Virgem lhe envia para que ele acredite que ela tinha realmente subido aos céus.
Para Markl e Pereira são evidentes as afinidades com a pintura sobre o mesmo tema de Hugo van der Goes, apesar das figuras dos Apóstolos da obra de Évora se revelarem mais rígidas denotando a qualidade de discípulo do seu autor que provavelmente possuía esboços do mestre que interpretou com limitação própria.:93

## Exposição e estudo doPolíptico da Sé de Évora

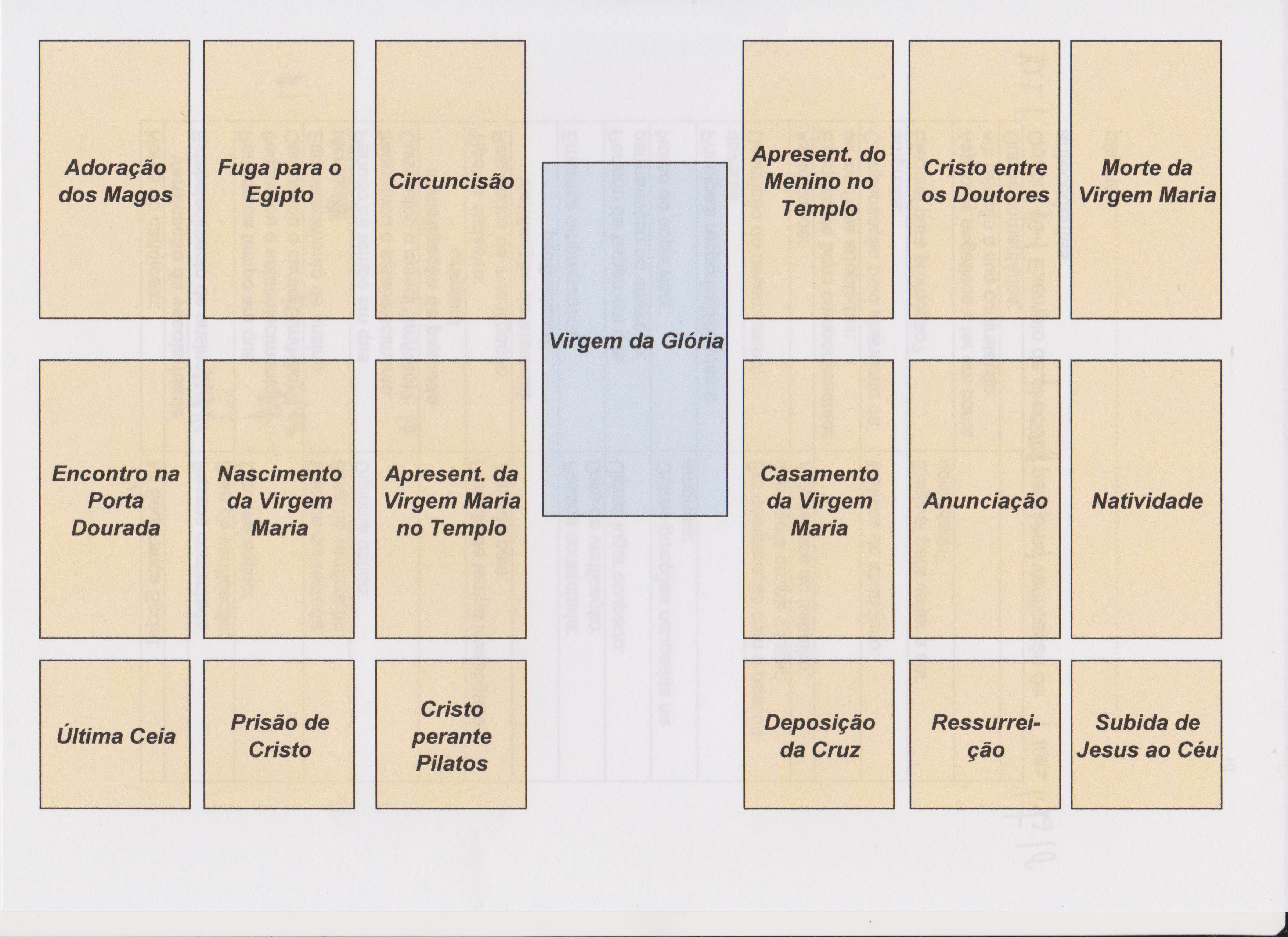
Reconstituição do Político da Sé de Évora segundo Fernando B. Pereira que inclui uma predela com seis pinturas relativas à Paixão de Cristo, que se encontram igualmente no Museu de Évora.

O Políptico da Sé de Évora incorporado no património do Estado em 1911 e hoje pertença das colecções do Museu de Évora, é o maior e um dos mais importantes conjuntos de pintura flamenga existentes em Portugal.
Entre 2005 e 2008, as pinturas foram restauradas e estudadas laboratorialmente pelo Instituto Português de Conservação e Restauro e pela Divisão de Documentação Fotográfica do Instituto Português de Museus, instituições que formam hoje o Instituto dos Museus e da Conservação. Os dados obtidos nesta investigação foram publicados quando da exposição denominada Olhar de Perto os Primitivos Flamengos do Museu de Évora, que decorreu no Museu Nacional de Arte Antiga, em 2008, onde foram apresentadas as pinturas após a sua conservação.
Posteriormente, entre 18 e 20 de fevereiro de 2011, decorreu em Évora um Congresso Internacional subordinado ao título, O Retábulo de Évora e a Pintura Flamenga do Sul da Europa, tendo por objectivo desenvolver o conhecimento adquirido sobre este Retábulo com a sua conservação, no confronto e enquadramento do importante conjunto de pinturas de Évora com a produção flamenga da época e com o gosto dos países da Europa do Sul pela pintura da Flandres.
Fernando B. Pereira propôs em 2001 uma reconstituição do Político da Sé de Évora, conforme imagem anterior, que é diferente da disposição que as pinturas têm no Museu de Évora, colocando as pinturas laterais em duas fiadas apenas, e não em três como estão no Museu, e incluindo uma predela com seis pinturas relativas à Paixão de Cristo, pinturas estas que se encontram igualmente neste Museu, mas que, segundo a Matriznet, decorariam a Capela dedicada a Nossa Senhora da Piedade também na Sé de Évora.

## Ligação externa
- Página oficial do Museu de Évora